# Blaine Luetkemeyer
William Blaine Luetkemeyer (Jefferson City, 7 maggio 1952) è un politico statunitense, membro della Camera dei Rappresentanti per lo stato del Missouri dal 2009 al 2025.

## Biografia
Laureato in scienze politiche, nel 1999 Luetkemeyer venne eletto alla Camera dei rappresentanti del Missouri come repubblicano.
Nel 2004 non cercò la rielezione, preferendo candidarsi a tesoriere di stato. Luetkemeyer però perse nelle primarie contro Sarah Steelman, che poi venne eletta.
Dopo la sconfitta Luetkemeyer lavorò come collaboratore del governatore del Missouri e nel 2008, quando il deputato Kenny Hulshof decise di non ricandidarsi al Congresso per cercare l'elezione a governatore, Luetkemeyer si presentò come candidato per il suo seggio. Alla fine, dopo una gara molto serrata, riuscì a vincere e venne eletto.
Blaine Luetkemeyer è sposato e ha tre figli.